# 日本ルーフ
日本ルーフ（にほんるーふ）は、かつて屋根工事を行っていた日本の企業。

## 概要
1988年4月に創業。1999年5月より京セラ株式会社の家庭用ソーラー発電（太陽光発電）システムの販売・施工・アフターを行い、京セラソーラーFC（フランチャイズ）加盟店であり、FC諏訪およびFC八王子を運営していた。
2015年10月7日に長野地方裁判所諏訪支部から破産手続開始決定を受けた。

## 沿革
- 1988年 4月 諏訪市赤沼にて会社創業（屋根事業）。
- 1994年 4月 諏訪市中洲に本社新築移転。
- 1998年 3月 資本金1,500万円に増資。
- 1999年 1月 資本金2,000万円に増資。
- 1999年 5月 京セラ株式会社とソーラー発電システム販売代理店契約。同システム販売施工開始。
- 2000年 5月 山梨県甲府市に京セラソーラーFC甲府を出店。
- 2003年 6月 東京都八王子市に京セラソーラーFC八王子を出店。
- 2004年 8月 長野県松本市に支店開設。
- 2004年 8月 資本金3,500万円に増資。
- 2005年 7月 公共・産業用販売開始。
- 2007年 4月 本社所在地に「エコラボクラブ」開設。
- 2009年 1月 東京都八王子市に「日本ルーフ東京」を開設。
- 2010年 2月 本社所在地に京セラソーラーFC諏訪を出店。
- 2010年 4月 東京都八王子市に京セラソーラーFC八王子を出店。
- 2015年 8月 事業停止に伴い、自己破産申請を行い、同年10月7日付で長野地方裁判所諏訪支部より破産手続の開始決定を受け倒産。
- 2017年 1月 法人格消滅。

## 事業所
- 本社 - 長野県諏訪市中洲2692-1
- 東京支店 - 東京都八王子市大和田町6-20-12